# DDR-Meisterschaften im Gewichtheben 1949
Die 1. DDR-Meisterschaften im Gewichtheben (offiziell: Ostzonenmeisterschaften) fanden, wenige Tage nach Gründung der DDR am 7. Oktober 1949, am 16. Oktober 1949 in Greiz (Mittel-, Halbschwer- und Schwergewicht) und am 23. Oktober 1949 in der Sporthalle des Berliner Glühlampenwerks (Bantam-, Feder- und Leichtgewicht) statt. Gewertet wurde das Mehrkampfergebnis im olympischen Dreikampf aus Reißen, Stoßen und Drücken.

## Medaillengewinner
| Disziplin                       | Gold                                   | Gold     | Silber                   | Silber             | Bronze                       | Bronze             |
| ------------------------------- | -------------------------------------- | -------- | ------------------------ | ------------------ | ---------------------------- | ------------------ |
| Bantamgewicht (bis 56 kg)       | Heinz Kretzschmar (BSG FEWA Chemnitz)  | 230,0 kg | Heinz Kahl (Zittau)      | 227,5 kg           | Harald Trebsdorf (Thüringen) | 217,5 kg           |
| Federgewicht (bis 60 kg)        | Bruno Heinemann (Sachsen)              | 235,0 kg | nur ein Teilnehmer       | nur ein Teilnehmer | nur ein Teilnehmer           | nur ein Teilnehmer |
| Leichtgewicht (bis 67,5 kg)     | August Matuschek (SC Lurich 02 Berlin) | 270,0 kg | Gerhard Schulze (Meißen) | 265,0 kg           | Fritz Jakubzyk (Artern)      | 260,0 kg           |
| Mittelgewicht (bis 75 kg)       | Franz Schimmel (SC Lurich 02 Berlin)   | 290,0 kg | Helmut Unrein (Weimar)   | 287,5 kg           | Wilhelm Ludwig (Berlin)      | 277,5 kg           |
| Halbschwergewicht (bis 82,5 kg) | Helmut Dünnebeil (Thüringen)           | 305,0 kg | nur ein Teilnehmer       | nur ein Teilnehmer | nur ein Teilnehmer           | nur ein Teilnehmer |
| Schwergewicht (über 82,5 kg)    | Fritz Lorenz (Calbe)                   | 317,5 kg | nur ein Teilnehmer       | nur ein Teilnehmer | nur ein Teilnehmer           | nur ein Teilnehmer |